# ماريا خوسيه فارغاس
ماريا خوسيه فارغاس (بالإسبانية: María José Vargas)‏ هي لاعبة كرة الراح ‏ أرجنتينية، ولدت في 18 مارس 1993 في سانتا كروز دي لا سييرا في بوليفيا.